# Elezioni legislative in Francia del 1898
Le elezioni legislative in Francia del 1898 per eleggere i 586 membri della Camera dei Deputati si sono tenute dall'8 al 22 maggio. Il sistema elettorale utilizzato fu un maggioritario a doppio turno per ogni arrondissement.
Le elezioni furono dominate dall'affare Dreyfus esploso nel 1894: l'intero agone politico si trovò contrapposto tra "antidreyfusardi", ovvero revanscisti e antisemiti, e "dreyfusardi", ovvero le sinistre e alcuni cattolici che defendevano l'innocenza del colonnello Alfred Dreyfus. La composizione del Parlamento seguente alle elezioni fu ben descritta dall'allora Presidente Félix Faure nei suoi diari, denotando il declino del repubblicanesimo "opportunista" e il consolidamento di coalizioni alternative dentro la Camera.

## Risultati
| Partito                                    | Partito               | Voti       | Voti | Seggi |
| Partito                                    | Partito               | Numero     | %    | Seggi |
| ------------------------------------------ | --------------------- | ---------- | ---- | ----- |
|                                            | Sinistra progressista | 3 518 057  | 43,4 | 238   |
|                                            | Sinistra radicale     | 1 442 890  | 17,8 | 126   |
|                                            | Estrema sinistra      | 1 029 477  | 12,7 | 104   |
|                                            | Destra costituzionale | 583 641    | 7,2  | 58    |
|                                            | Socialisti            | 786 294    | 9,7  | 37    |
|                                            | Antisemiti            | 137 804    | 1,7  | 23    |
| Totale voti                                | Totale voti           | 8 106 123  | 100  | 586   |
| Elettori iscritti                          | Elettori iscritti     | 10 779 123 | –    | –     |
| Astenuti                                   | Astenuti              | 2 673 000  | 24,8 | –     |
| Fonte: Rois & Présidents, France Politique |                       |            |      |       |